# Thu soát vé tự động

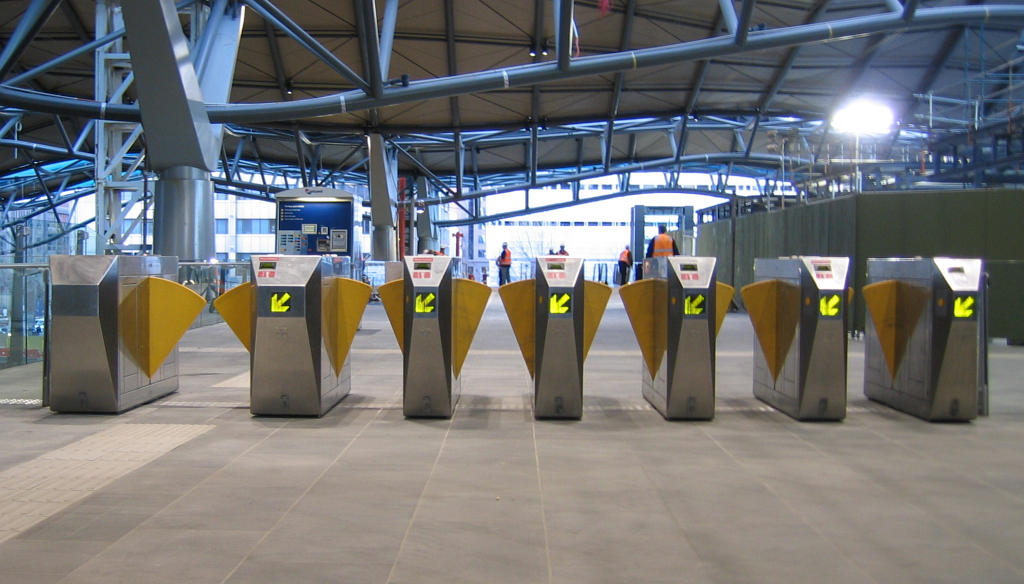
Cổng AFC từng được sử dụng tại Ga Southern Cross thuộc hệ thống AFC Metcard của thành phố Melbourne

Hệ thống thu soát vé tự động (tiếng Anh: automated fare collection – AFC) là hệ thống nhiều thành phần có nhiệm vụ tự động hóa hệ thống thẻ vé của một mạng lưới giao thông công cộng – phiên bản tự động của thu soát vé thủ công. Một hệ thống AFC thường đóng vai trò nền tảng cho việc áp dụng thẻ vé tích hợp.

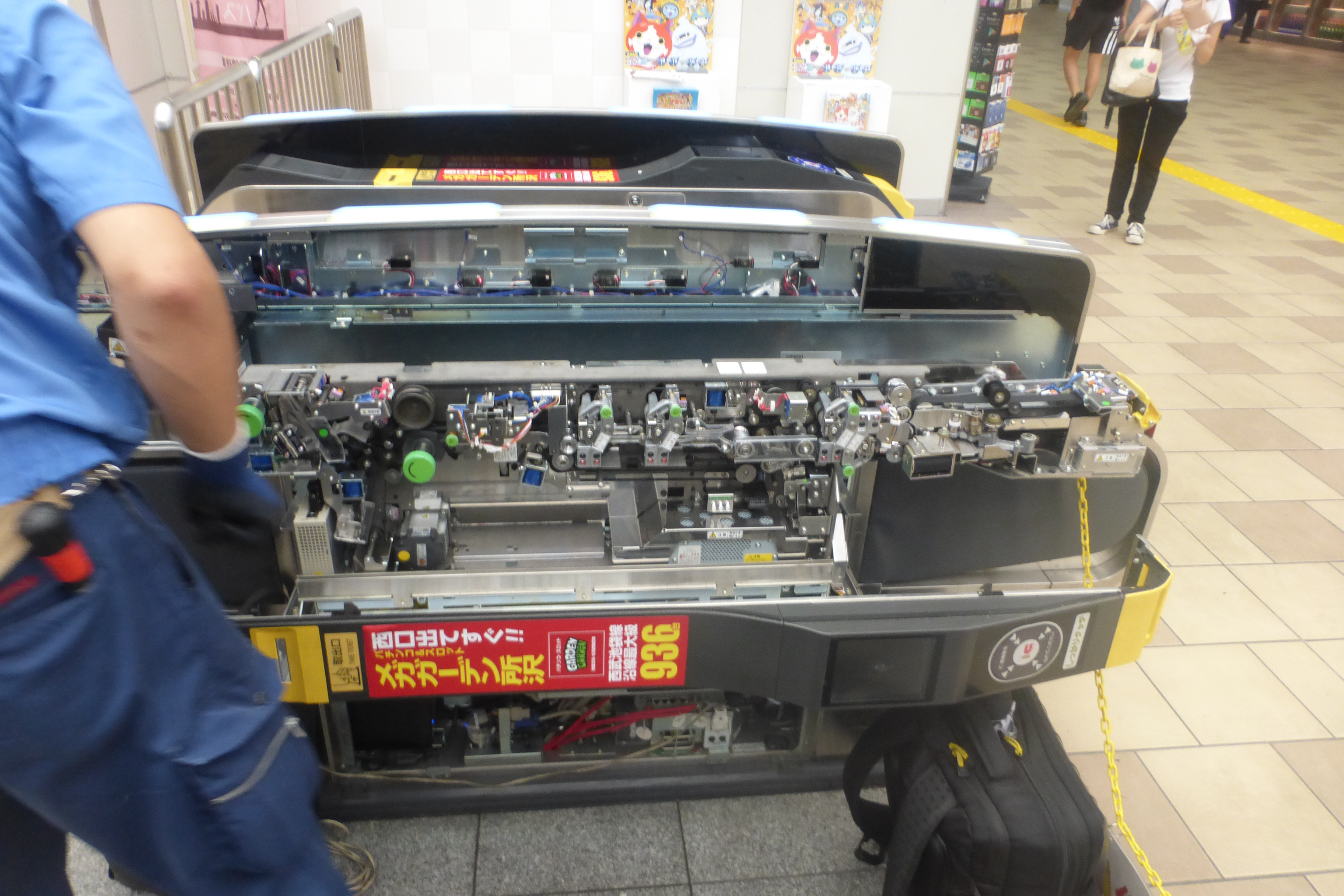
Cấu tạo bên trong của một cổng thu soát vé tự động tại Nhật Bản, 2015

## Mô tả hệ thống

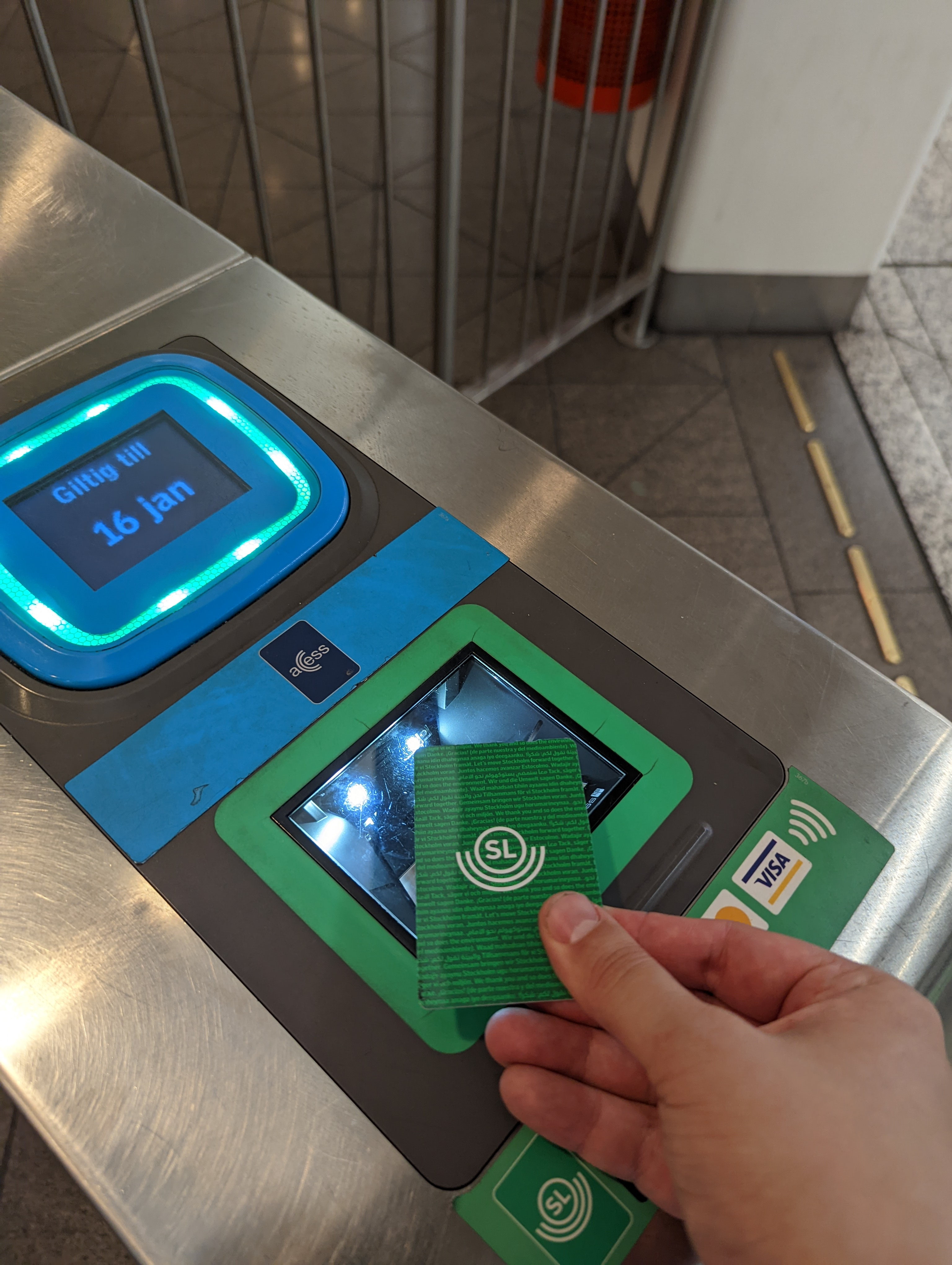
Một chiếc thẻ giao thông công cộng không tiếp xúc RFID đang được kiểm tra tại cổng soát vé

Hệ thống AFC thường bao gồm những thành phần sau (khái niệm "cấp" ở đây được sử dụng phổ biến, nhưng không phải ở mọi nơi):
- Cấp 0 – Dạng thức thanh toán
- Cấp 1 – Thiết bị đọc/ghi dạng thức
- Cấp 2 – Máy tính tại depot/ga
- Cấp 3 – Hệ thống back office
- Cấp 4 – Trung tâm thanh toán bù trừ

Ngoài các phương thức thanh toán điện tử, nhiều hệ thống AFC còn áp dụng những thiết bị trên phương tiện và nhà ga có thể chấp nhận một số hình thức thanh toán bằng tiền mặt.

### Dạng thức thanh toán
Các hệ thống AFC được bắt nguồn từ những token hoặc vé giấy được cung cấp từ nhân viên hoặc máy bán tự phục vụ. Hầu hết chúng đã được thay thế bằng thẻ dải từ.
Kể từ khi được giới thiệu vào năm 1997 với mẫu thẻ Octopus tại Hồng Kông, các loại thẻ thông minh không tiếp xúc đã trở thành phương tiện thanh toán tiêu chuẩn trong hệ thống AFC, mặc dù nhiều hệ thống vẫn có thể hỗ trợ nhiều hình thức thanh toán khác nhau.

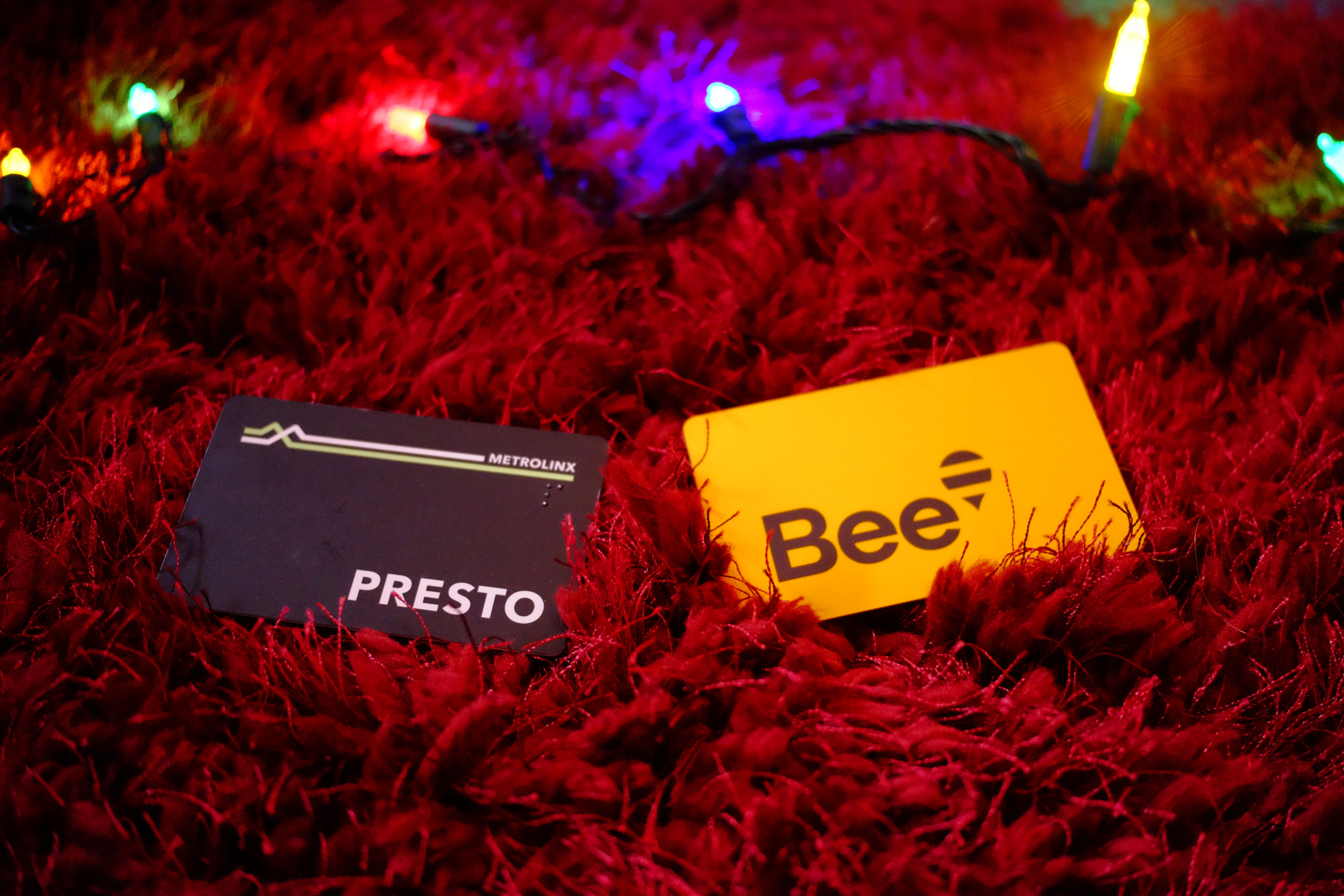
Ví dụ về hai loại thẻ vé giao thông công cộng, Presto và Bee, được sử dụng lần lượt tại Ontario và New Zealand.

Gần đây, các mẫu thẻ thông minh không tiếp xúc từ những mạng lưới ngân hàng đã được áp dụng nhiều hơn trong hệ thống AFC.

### Thiết bị đọc/ghi dạng thức
Các thiết bị này có thể có nhiều hình thức khác nhau, bao gồm:
- Quầy vé – nơi chủ dạng thức thanh toán có thể mua quyền di chuyển từ nhân viên trong quầy, hoặc tra cứu về số tiền và quyền di chuyển được liên kết với dạng thức

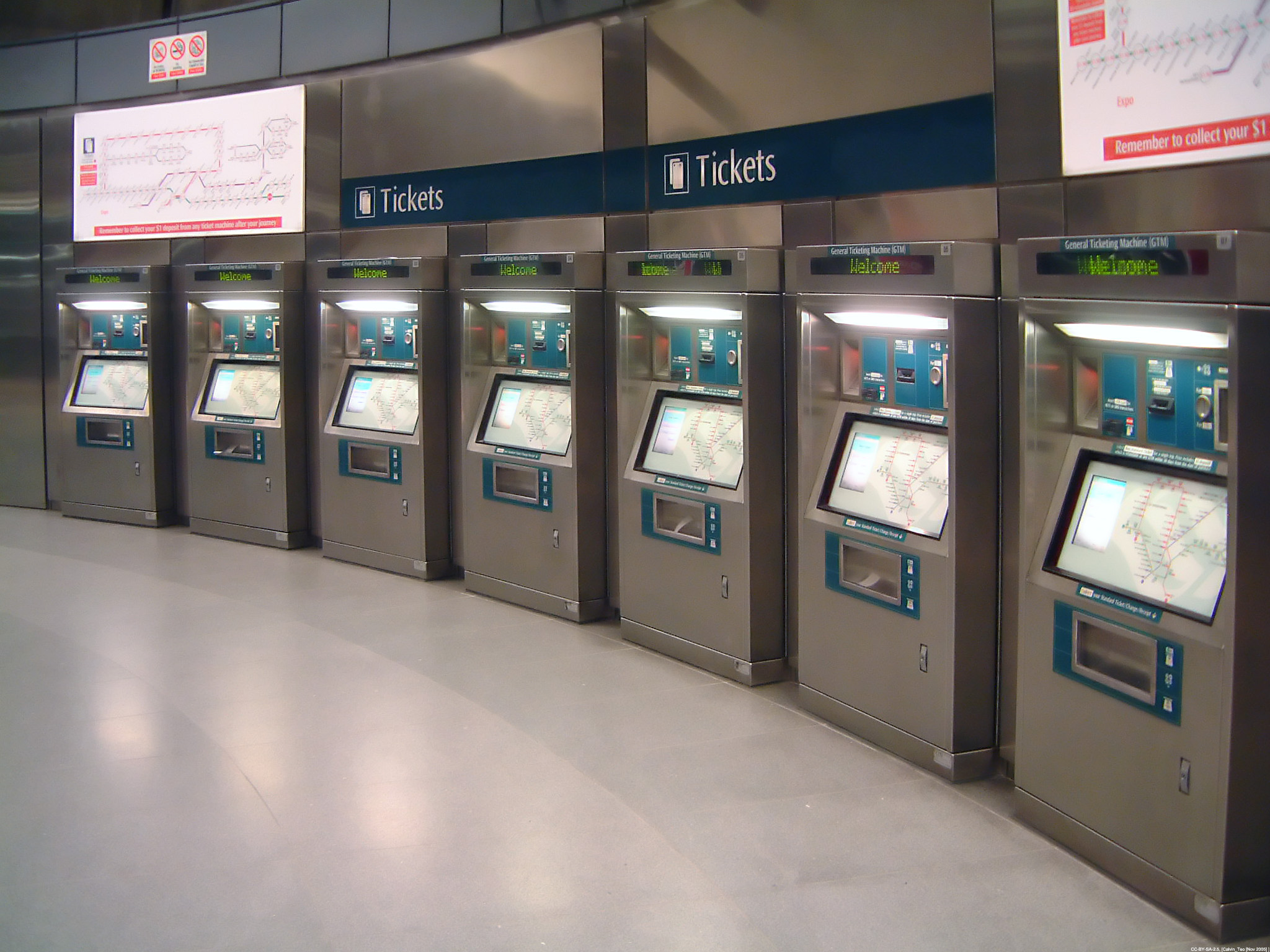
Máy bán vé chung tại Ga Expo ở Singapore, nơi hành khách có thể nạp tiền vào thẻ EZ-Link hoặc mua vé một lượt.

- Máy bán vé tự động – nơi chủ dạng thức có thể mua quyền di chuyển từ máy tự phục vụ, hoặc tra cứu về số tiền và quyền di chuyển được liên kết với dạng thức
- Cổng soát vé – thường được dùng trong ga đường sắt để chủ dạng thức có thể tiếp cận khu vực đã trả giá vé, nơi các dịch vụ di chuyển được cung cấp
- Thiết bị xác thực độc lập – dùng để xác nhận dạng thức đã được đi kèm với quyền di chuyển hợp lệ, và ghi lại lần sử dụng vào dạng thức để xác nhận về sau (ví dụ như bởi trưởng tàu/thanh tra). Thường được sử dụng trong các hệ thống chứng từ thanh toán.
- Thiết bị xác thực trên phương tiện – được chủ dạng thức sử dụng để xác nhận quyền di chuyển và lên phương tiện (ví dụ như xe buýt, xe điện, tàu hỏa)
- Thiết bị của thanh tra/trưởng tàu – được sử dụng bởi các nhân viên như trưởng tàu để xác nhận quyền di chuyển

### Máy tính tại depot/ga

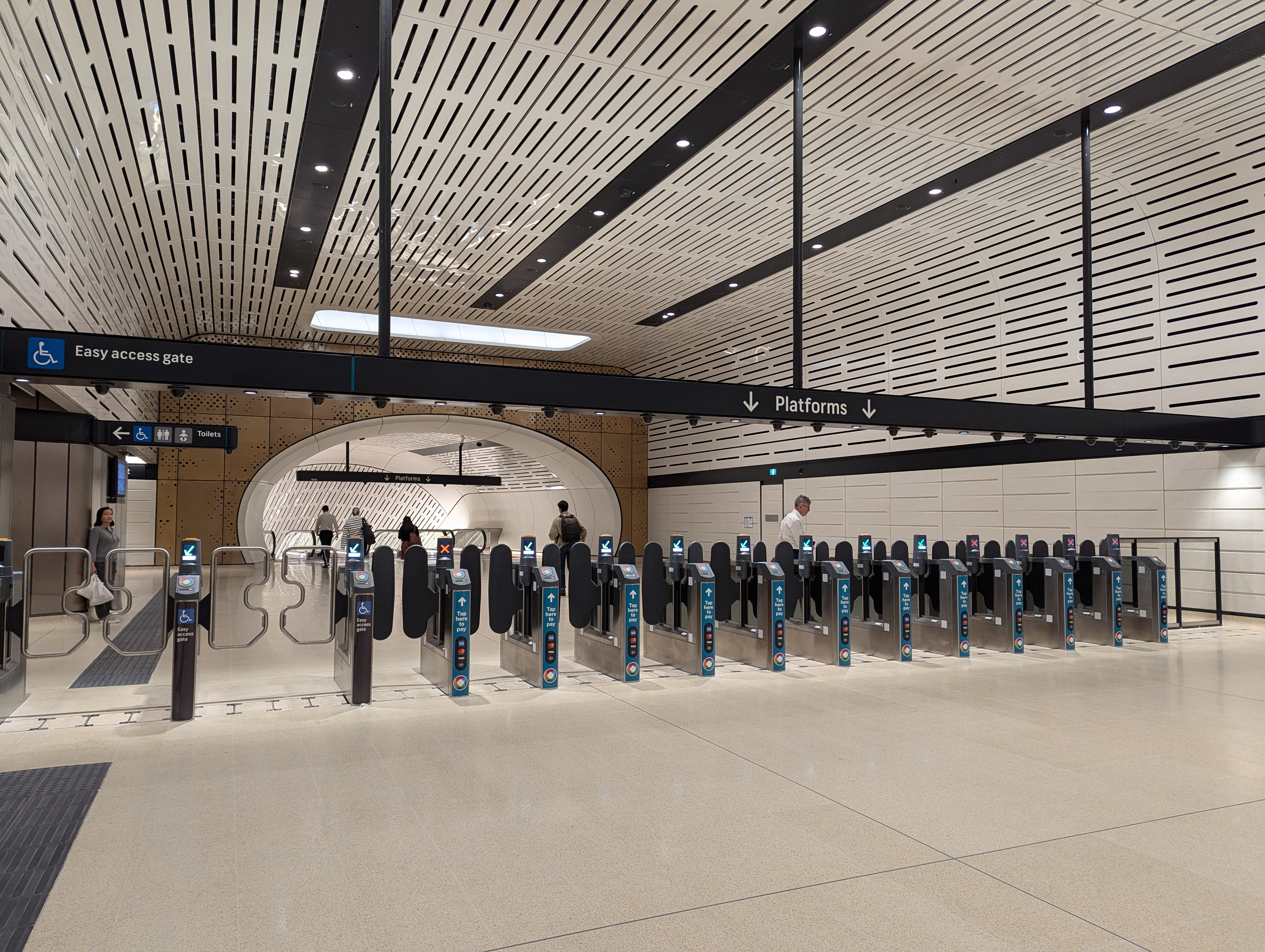
Cổng soát vé tự động sử dụng thẻ Opal tại Ga Victoria Cross ở Sydney

Được sử dụng để thu thập giao tiếp dữ liệu từ các thiết bị tại một nhà ga hoặc khu depot. Thường xuất hiện trong những hệ thống AFC cũ hơn, khi mà các kết nối lên những cấp trên còn chậm hoặc chưa đủ tin cậy.

### Back office
Các máy chủ và phần mềm cung cấp khả năng quản lý và giám sát hệ thống AFC. Thường bao gồm những nhiệm vụ như:
- Quản lý giá vé – thay đổi giá vé và các sản phẩm vé
- Quản lý dạng thức – hỗ trợ ngăn chặn sử dụng dạng thức bị mất cắp
- Báo cáo – báo cáo thường kỳ về năng suất của hệ thống AFC, các thông tin tài chính và hoạt động của hành khách

### Trung tâm thanh toán bù trừ (Hệ thống Quản lý Trung tâm)
Trong những môi trường có nhiều đơn vị vận hành hệ thống sử dụng chung một dạng thức thanh toán liên thông, một hệ thống trung tâm tương tự như trong những sàn giao dịch chứng khoán có thể được sử dụng để cung cấp khả năng quản lý tài chính và các dịch vụ khác tới đơn vị vận hành như:
- Thanh toán bù trừ và quyết toán các quỹ
- Báo cáo chung
- Phân định lợi nhuận giữa các đơn vị vận hành